# Astemoリヴァーレ茨城
Astemoリヴァーレ茨城（アステモリヴァーレいばらき）は、茨城県ひたちなか市を本拠地とする、Astemoの女子バレーボールチームである。2025-26シーズンはSVリーグに所属。

## 概要
1980年11月に日立製作所佐和工場（現・Astemo佐和工場、茨城県ひたちなか市）で発足。2001年に廃部となった日立ベルフィーユとは別の系譜。
チーム名の『リヴァーレ』とは、イタリア語で「好敵手・ライバル」と言う意味で、Vリーグの強豪たちとライバルとして渡り合えるように願いを込められている。チームマスコットはうさぎの「ウィン」である。強い闘志で負けず嫌いのお転婆さんでありチャーミングな頑張り屋さんである守護神とされている。
練習場はホームタウンのひたちなか市にあるリヴァーレアリーナであり、ホームゲームは同市のひたちなか市総合運動公園総合体育館や茨城県内のアダストリアみとアリーナなどで開催されている。

## 歴史
1980年11月に、日立製作所国分工場から佐和工場に移管されて日立佐和女子バレーボール部が誕生した。
1981年、第1回東部地域リーグからスタートするも、6チーム参加の最下位（5戦全敗）となる。1983年第3回で東部地域リーグに復帰。1985年に第5回地域リーグで全勝優勝を果たし、実業団リーグ（当時のバレーボール2部リーグ）昇格を果たす。1985/86シーズンの第17回実業団リーグでは最下位となり1年で降格。しかし、1年で復帰した。その後も好成績を収められず、1995/96シーズンの第27回大会では7位で入替戦に敗れ再降格となった。それでも、翌シーズンの第17回地域リーグで全勝優勝を果たしまたも1年で復帰。そして、その翌年の1997/98シーズンの第29回実業団リーグで全勝優勝を飾り、Vリーグ（現・Vプレミアリーグ）昇格を果たした。
しかし、1998/99シーズンの第5回Vリーグでは8位。第6回大会では最下位となり、入替戦で東北パイオニア（現・パイオニアレッドウィングス）に連敗し、2シーズンでのV1リーグ（実業団リーグより名称変更）降格となった。2000/01シーズンの第3回V1リーグでは優勝するも、入替戦で敗れて復帰できず。
2001年4月に菅原貞敬が監督に就任。2001/02シーズンの第4回V1リーグで優勝し、入替戦でJTマーヴェラスを破り3年ぶりのVリーグ復帰を果たした。
2002/03シーズンの第9回Vリーグでは最下位の8位となるが、次期よりチーム数が増えるためそのままプレミア残留となった。そのシーズン終了後にベテラン勢が退団したため、若手中心のチームに様変わりした。第10回Vリーグでは、自己最高の6位に入った。2005/06シーズンは、ベテラン監督の吉田國昭が監督に就任。板橋恵、佐田樹理、井野亜季子らと戦力も充実してきて、拾ってつなぐ粘りの全員バレーを展開した。第12回Vリーグでは8位にとどまるもの、第55回黒鷲旗全日本選抜大会では準優勝を果たした。
2006年5月に茂原アルカスが廃部になった為、日立グループのバレーボールチームは、当チームが男女合わせて唯一のチームとなった。
2008/09V・プレミアリーグ（Vリーグより名称変更）で全敗を喫して最下位となり、2009年4月のV・チャレンジマッチ（入替戦）で敗れ、8シーズンぶりにチャレンジリーグに降格となった。その後、江畑幸子が全日本メンバーに選出される。以降、江畑は国際試合で活躍するが、チームにもそのまま残り、次のシーズンをV・チャレンジリーグで通すこととなる。
2009年、同年の黒鷲旗大会まで久光製薬スプリングス（現・久光スプリングスの監督だった濱田義弘がヘッドコーチ（後に監督）に就任する。2009/10V・チャレンジリーグでは優勝を果たすも、V・チャレンジマッチでパイオニアに最後に逆転され、セット率でプレミア復帰ならず。
2010年4月、チーム呼称をこれまでの「日立佐和リヴァーレ」から「日立リヴァーレ」に変更、正式名称は「日立オートモティブシステムズ女子バレーボール部」となった。
2010/11V・チャレンジリーグは2位で終わるも、東日本大震災の影響でV・チャレンジマッチが中止となり、このままV・チャレンジリーグ残留ということになる。2011/12V・チャレンジリーグでは優勝するも、V・チャレンジマッチでNECレッドロケッツに連敗してまたもプレミア復帰ならず。2009/10シーズン以降の3シーズン、上尾メディックス（現・埼玉上尾メディックス）と共にV・チャレンジリーグ上位2位を占めているが、2012/13V・チャレンジリーグでもそのような展開になり、上尾にセット率で競り負け準優勝。V・チャレンジマッチでV・プレミアリーグ7位のデンソー・エアリービーズと対戦することとなり、第1戦はセットカウント1-3で敗れ、追い込まれる。しかし、第2戦はセットカウント3-1で勝利。セット率で追いつき、得点率で上回ったため、5シーズンぶりのプレミアリーグ昇格が決定した。その後の第62回黒鷲旗では、グループ戦でデンソーとの再戦に勝利し、メジャータイトル2冠の久光製薬をフルセットにまで追い込むなど、躍進ぶりを見せた。
プレミア復帰後のファーストシーズンとなった2013/14シーズンでは、チーム史上最高の12勝をあげ6位となった。
2014年、松田明彦が新監督に就任し、栗原恵が岡山シーガルズより移籍。2015/16シーズンにはレギュラーラウンド3位、ファイナル6を首位で通過しファイナルに歩を進めた。ファイナルでは久光製薬に涙を飲んだが、チーム史上最高位となる準優勝を遂げた。2016/17シーズンでもファイナル3に進出したが、久光製薬に二連敗し二年連続のファイナル進出を逃した。2017年、コーチだった甲斐祐之が監督に昇格した。
2018年、これまでのVリーグに変わり新生V.LEAGUEが誕生し、1部のDIVISION1に所属。
2018-19シーズン、シーズン途中で監督の甲斐が体調不良で休養となり、当シーズン終了をもって退団。新監督に多治見麻子が就任した。
2021年1月、日立オートモティブシステムズの4社統合により同社の社名が「日立Astemo」に変更となり、チームもそのまま継承された。日立Astemoのシンボルスポーツとして活動するため、同年8月に、チーム名称も「日立リヴァーレ」から「日立Astemoリヴァーレ」に変更となった。
2022年8月1日、チームカラーとチームロゴを刷新する運びになったと発表した。チームカラーは、これまでのリヴァーレブルーに加え、メインカラーを日立AstemoのコーポレートカラーであるAstemoレッドとした。
2023年、2022/23シーズンをもって、4シーズン監督を務めた多治見麻子が監督を退任。後任として新たに、中谷宏大が監督に就任した。
2024年、SVリーグ発足に伴いチーム名を「Astemoリヴァーレ茨城」に変更。
2025年、中谷宏大が監督を退任。新監督には元東九州龍谷高等学校監督・日本女子代表コーチの相原昇が就任。

## 沿革
- 1980年11月 日立佐和女子バレーボール部創部
- 1981年1月 日立佐和女子バレーボール部後援会発足
- 1985年3月 実業団リーグ（現チャレンジリーグ 旧V1リーグ）初昇格
- 1998年3月 Vリーグ（プレミアリーグ）昇格
- 2002年3月 Vリーグ（プレミアリーグ）再昇格
- 2006年5月 黒鷲旗全日本バレーボール選手権大会 準優勝
- 2010年4月 日立リヴァーレに改称
- 2013年4月 Vチャレンジマッチに勝利し、プレミアリーグに昇格
- 2016年3月 Vプレミアリーグで準優勝を果たす。
- 2021年8月 日立Astemoリヴァーレに改称
- 2024年7月 Astemoリヴァーレ茨城に改称

## 成績

### 主な成績
Vプレミア、V.LEAGUE DIVISION1 WOMEN（日本リーグ／Vリーグ）
- 優勝 なし
- 準優勝 1回（2015-16シーズン）

黒鷲旗全日本選抜大会
- 準優勝 3回（2006年、2017年、2019年）

天皇杯・皇后杯全日本バレーボール選手権大会
- 優勝 なし
- 準優勝 2回（2014年度、2016年度）

チャレンジリーグ / V1リーグ
- 優勝 4回（2000年度、2001年度、2009年度、2011年度）
- 準優勝 2回（2010年度、2012年度）

国民体育大会成年女子（6人制）
- 準優勝 （1998年）

### 年度別成績

#### 日本リーグ / 実業団リーグ
| 所属         | 年度             | 最終 順位 | 参加 チーム数 | 試合 | 勝 | 敗 | 勝率  |
| ------------ | ---------------- | --------- | ------------- | ---- | -- | -- | ----- |
| 実業団リーグ | 第17回 (1985/86) | 8位       | 8チーム       | 14   | 1  | 13 | 0.071 |
| 実業団リーグ | 第19回 (1987/88) | 7位       | 8チーム       | 14   | 3  | 11 | 0.214 |
| 実業団リーグ | 第20回 (1988/89) | 6位       | 8チーム       | 14   | 4  | 10 | 0.286 |
| 実業団リーグ | 第21回 (1989/90) | 4位       | 8チーム       | 14   | 7  | 7  | 0.500 |
| 実業団リーグ | 第22回 (1990/91) | 6位       | 8チーム       | 14   | 5  | 9  | 0.357 |
| 実業団リーグ | 第23回 (1991/92) | 6位       | 8チーム       | 14   | 5  | 9  | 0.357 |
| 実業団リーグ | 第24回 (1992/93) | 6位       | 8チーム       | 14   | 6  | 8  | 0.429 |
| 実業団リーグ | 第25回 (1993/94) | 5位       | 8チーム       | 14   | 6  | 8  | 0.429 |

#### Vリーグ / 実業団リーグ・V1リーグ
| 所属         | 年度             | 最終 順位 | 参加 チーム数 | 試合 | 勝 | 敗 | 勝率  |
| ------------ | ---------------- | --------- | ------------- | ---- | -- | -- | ----- |
| 実業団リーグ | 第26回 (1994/95) | 7位       | 8チーム       | 14   | 4  | 10 | 0.286 |
| 実業団リーグ | 第27回 (1995/96) | 7位       | 8チーム       | 14   | 3  | 11 | 0.214 |
| 実業団リーグ | 第29回 (1997/98) | 優勝      | 8チーム       | 14   | 14 | 0  | 1.000 |
| Vリーグ      | 第5回 (1998/99)  | 8位       | 10チーム      | 18   | 7  | 11 | 0.389 |
| Vリーグ      | 第6回 (1999/00)  | 10位      | 10チーム      | 18   | 3  | 15 | 0.167 |
| V1リーグ     | 第3回 (2000/01)  | 優勝      | 8チーム       | 14   | 12 | 2  | 0.857 |
| V1リーグ     | 第4回 (2001/02)  | 優勝      | 7チーム       | 12   | 11 | 1  | 0.917 |
| Vリーグ      | 第9回 (2002/03)  | 8位       | 8チーム       | 21   | 3  | 18 | 0.143 |
| Vリーグ      | 第10回 (2003/04) | 6位       | 10チーム      | 18   | 7  | 11 | 0.389 |
| Vリーグ      | 第11回 (2004/05) | 9位       | 10チーム      | 27   | 7  | 20 | 0.259 |
| Vリーグ      | 第12回 (2005/06) | 8位       | 10チーム      | 27   | 10 | 17 | 0.370 |

#### V・プレミアリーグ / V・チャレンジリーグ
| 所属       | 年度    | 最終 順位 | 参加 チーム数 | レギュラーラウンド | レギュラーラウンド | レギュラーラウンド | レギュラーラウンド | ポストシーズン | ポストシーズン | ポストシーズン |
| 所属       | 年度    | 最終 順位 | 参加 チーム数 | 順位               | 試合               | 勝                 | 敗                 | 試合           | 勝             | 敗             |
| ---------- | ------- | --------- | ------------- | ------------------ | ------------------ | ------------------ | ------------------ | -------------- | -------------- | -------------- |
| プレミア   | 2006/07 | 9位       | 10チーム      | 9位                | 27                 | 6                  | 21                 | -              | -              | -              |
| プレミア   | 2007/08 | 10位      | 10チーム      | 10位               | 27                 | 1                  | 26                 | -              | -              | -              |
| プレミア   | 2008/09 | 10位      | 10チーム      | 10位               | 27                 | 0                  | 27                 | -              | -              | -              |
| チャレンジ | 2009/10 | 優勝      | 12チーム      | 1位                | 11                 | 11                 | 0                  | 5              | 4              | 1              |
| チャレンジ | 2010/11 | 準優勝    | 12チーム      | 2位                | 18                 | 17                 | 1                  | -              | -              | -              |
| チャレンジ | 2011/12 | 優勝      | 12チーム      | 1位                | 22                 | 21                 | 1                  | -              | -              | -              |
| チャレンジ | 2012/13 | 準優勝    | 10チーム      | 2位                | 18                 | 17                 | 1                  | -              | -              | -              |
| プレミア   | 2013/14 | 6位       | 8チーム       | 6位                | 28                 | 12                 | 16                 | -              | -              | -              |
| プレミア   | 2014/15 | 5位       | 8チーム       | 6位                | 21                 | 7                  | 14                 | 5              | 2              | 3              |
| プレミア   | 2015/16 | 準優勝    | 8チーム       | 3位                | 21                 | 13                 | 8                  | 6              | 4              | 2              |
| プレミア   | 2016/17 | 3位       | 8チーム       | 3位                | 21                 | 14                 | 7                  | 7              | 2              | 5              |
| プレミア   | 2017/18 | 8位       | 8チーム       | 8位                | 21                 | 5                  | 16                 | -              | -              | -              |

#### V.LEAGUE
| 所属      | 年度    | 最終 順位 | 参加 チーム数 | レギュラーラウンド | レギュラーラウンド | レギュラーラウンド | レギュラーラウンド | レギュラーラウンド | レギュラーラウンド | ポストシーズン | ポストシーズン | ポストシーズン | 備考            |
| 所属      | 年度    | 最終 順位 | 参加 チーム数 | カンファレンス     | 順位               | チーム数           | 試合               | 勝                 | 敗                 | 試合           | 勝             | 敗             | 備考            |
| --------- | ------- | --------- | ------------- | ------------------ | ------------------ | ------------------ | ------------------ | ------------------ | ------------------ | -------------- | -------------- | -------------- | --------------- |
| DIVISION1 | 2018-19 | 8位       | 11チーム      | イースタン         | 4位                | 6チーム            | 20                 | 8                  | 12                 | 7              | 2              | 5              |                 |
| DIVISION1 | 2019-20 | 9位       | 12チーム      | プレミア           | 5位                | 6チーム            | 21                 | 6                  | 15                 | 3              | 3              | 0              |                 |
| DIVISION1 | 2020-21 | 7位       | 12チーム      | （1リーグ制）      | 8位                | 12チーム           | 21                 | 6                  | 15                 | 2              | 1              | 1              |                 |
| DIVISION1 | 2021-22 | 7位       | 12チーム      | （1リーグ制）      | 7位                | 12チーム           | 33                 | 14                 | 19                 | -              | -              | -              | 不戦敗2を含む。 |
| DIVISION1 | 2022-23 | 7位       | 12チーム      | （1リーグ制）      | 7位                | 12チーム           | 33                 | 14                 | 19                 | -              | -              | -              |                 |
| DIVISION1 | 2023-24 | 7位       | 12チーム      | （1リーグ制）      | 7位                | 12チーム           | 22                 | 9                  | 13                 | -              | -              | -              |                 |

#### SV.LEAGUE
| 所属      | 年度    | 最終 順位 | 参加 チーム数 | レギュラーラウンド | レギュラーラウンド | レギュラーラウンド | レギュラーラウンド | ポストシーズン | ポストシーズン | ポストシーズン | 備考 |
| 所属      | 年度    | 最終 順位 | 参加 チーム数 | 順位               | 試合               | 勝                 | 敗                 | 試合           | 勝             | 敗             | 備考 |
| --------- | ------- | --------- | ------------- | ------------------ | ------------------ | ------------------ | ------------------ | -------------- | -------------- | -------------- | ---- |
| SV.LEAGUE | 2024-25 | 8位       | 14チーム      | 8位                | 44                 | 23                 | 21                 |                |                |                |      |

## 選手・スタッフ(2025-26)

### 選手
| 背番号                                                                           | 名前         | シャツネーム | 生年月日（年齢）       | 身長 | 国籍 | Pos | 在籍年              | 前所属                 | 備考         |
| -------------------------------------------------------------------------------- | ------------ | ------------ | ---------------------- | ---- | ---- | --- | ------------------- | ---------------------- | ------------ |
| 1                                                                                | 上坂瑠子     | UESAKA       | 1999年9月7日（25歳）   | 175  | 日本 | OH  | 2018年-             | 福井工大福井高校       |              |
| 2                                                                                | 雜賀恵斗     | SAIGA        | 2002年1月15日（23歳）  | 167  | 日本 | S   | 2020年-             | 市立船橋高校           |              |
| 3                                                                                | 長内美和子   | OSANAI       | 1997年7月19日（27歳）  | 175  | 日本 | OH  | 2016年-             | 文京学院大女高校       | キャプテン   |
| 5                                                                                | 佐藤黎香     | R.SATO       | 2001年1月10日（24歳）  | 176  | 日本 | MB  | 2024年-             | KUROBE                 | 副キャプテン |
| 6                                                                                | 髙𣘺凜       | TAKAHASHI    | 2001年7月31日（23歳）  | 160  | 日本 | L   | 2024年-             | 日本女子体育大学       |              |
| 7                                                                                | 德本歩未香   | TOKUMOTO     | 2004年6月13日（21歳）  | 152  | 日本 | L   | 2023年-             | 金蘭会高校             |              |
| 10                                                                               | 境紗里奈     | SAKAI        | 1997年9月11日（27歳）  | 164  | 日本 | S   | 2020年-             | 東北福祉大学           |              |
| 11                                                                               | 岡部詩音     | OKABE        | 2005年11月25日（19歳） | 178  | 日本 | OH  | 2024年-             | 東九州龍谷高校         |              |
| 15                                                                               | 高間来瞳     | TAKAMA       | 1999年8月24日（25歳）  | 178  | 日本 | OH  | 2022年-             | 筑波大学               | 副キャプテン |
| 17                                                                               | 渡邊彩       | WATANABE     | 1991年4月23日（34歳）  | 176  | 日本 | MB  | 2021-2024年 2025年- | SAGA久光               | 移籍加入     |
| 18                                                                               | 江藤綾香     | ETO          | 2000年6月22日（25歳）  | 180  | 日本 | MB  | 2023年-             | 日本体育大学           |              |
| 19                                                                               | 倉田朱里     | KURATA       | 2000年11月22日（24歳） | 169  | 日本 | S   | 2023年-             | 筑波大学               |              |
| 20                                                                               | 廣瀬美音     | HIROSE       | 2002年10月8日（22歳）  | 174  | 日本 | OH  | 2024年-             | 日本体育大学           | 新人         |
| 21                                                                               | 生井澤美海華 | NAMAIZAWA    | 2005年2月18日（20歳）  | 177  | 日本 | OH  | 2023年-             | 日本ウェルネス高校茨城 |              |
| 22                                                                               | 忠願寺風來   | CHUGANJI     | 2006年11月13日（18歳） | 178  | 日本 | MB  | 2024年-             | 東九州龍谷高校         | 新人         |
| 23                                                                               | 佐藤にじ     | N.SATO       | 2007年2月9日（18歳）   | 182  | 日本 | MB  | 2024年-             | 郡山女子大附属高校     | 新人         |
| 出典：チーム新体制リリース チーム公式サイト Vリーグ公式サイト 更新：2025年7月2日 |              |              |                        |      |      |     |                     |                        |              |

### スタッフ
| 役職                                                                             | 名前       | 備考 |
| -------------------------------------------------------------------------------- | ---------- | ---- |
| 部長                                                                             | 田村和弘   |      |
| シニアアドバイザー                                                               | 角田博文   |      |
| 監督                                                                             | 相原昇     | 新任 |
| コーチ                                                                           | 小林準     | 新任 |
| コーチ                                                                           | 達川和彦   | 再任 |
| コーチ                                                                           | 石井賢     | 新任 |
| アナリスト                                                                       | 鶴谷純華   | 新任 |
| マネージャー                                                                     | 牛島優衣   |      |
| S＆Cコーチ                                                                       | 古澤速人   | 新任 |
| トレーナー                                                                       | 樋口明奈   | 新任 |
| トレーナー                                                                       | 嶺本まどか | 新任 |
| 通訳                                                                             | 陳佐和子   |      |
| 事業担当                                                                         | 熊澤良     |      |
| 運営担当                                                                         | 中郡勝男   |      |
| 営業担当                                                                         | 田丸正一郎 |      |
| マーケティング担当                                                               | 杉山優     |      |
| 広報担当                                                                         | 佐藤春奈   |      |
| 出典：チーム新体制リリース チーム公式サイト Vリーグ公式サイト 更新：2025年7月2日 |            |      |

## 在籍していた主な選手
| - 大沼綾子 - 横手直子 - 佐田樹理 - 齋藤加奈子 - 井野亜季子 - 菅原弓貴 - 黒羽桂子 - 板橋恵 - 井西彩乃 - 飯田香理 - 嶋田美樹 - 石田早織 - 松浦麻琴 - 藤崎朱里 - 山本友里恵 - 橋本直子 - 吉田あい - 戸崎琴美 - 中村かおり - 横山雅美 - 高崎紗緒梨 - 都澤みどり | - 多治見麻子 - 佐藤瞳 - 南桃加 - 永松幸乃 - 江畑幸子 - 高橋沙織 - 細川絢加 - 和田麻里江 - 石田小枝 - 佐々木美麗 - 井上奈々朱 - 内瀬戸真実 - 斎田杏 - 佐藤あり紗 - 栗原恵 - 東原枝里 - 下平夏奈 - 間橋香織 - 遠井萌仁 - 土井さくら - 中村安里 | - 潘文莉 (en) - 張芳赫 - テリーズ・クロフォード - ニコル・ブラナー (en) - シダルカ・ヌネス - ブラックサイデス・カダンビ - フランシーヌ・フールマン - ジェニファー・ドリス - ローレン・パオリーニ - カースティ・ジャクソン - ラウラ・ヘイルマン - ハンナ・タップ - タットダオ・ヌクジャン |

## アンダーカテゴリー
リヴァーレアカデミーとしてU15女子チームとスクールを保有している。

### スタッフ
| 役職                   | 名前     | 備考 |
| ---------------------- | -------- | ---- |
| アカデミーマネージャー | 藤井美弥 |      |
| U15監督                | 達川和彦 |      |
| 出典：チーム公式サイト |          |      |